# Fotografie architektury

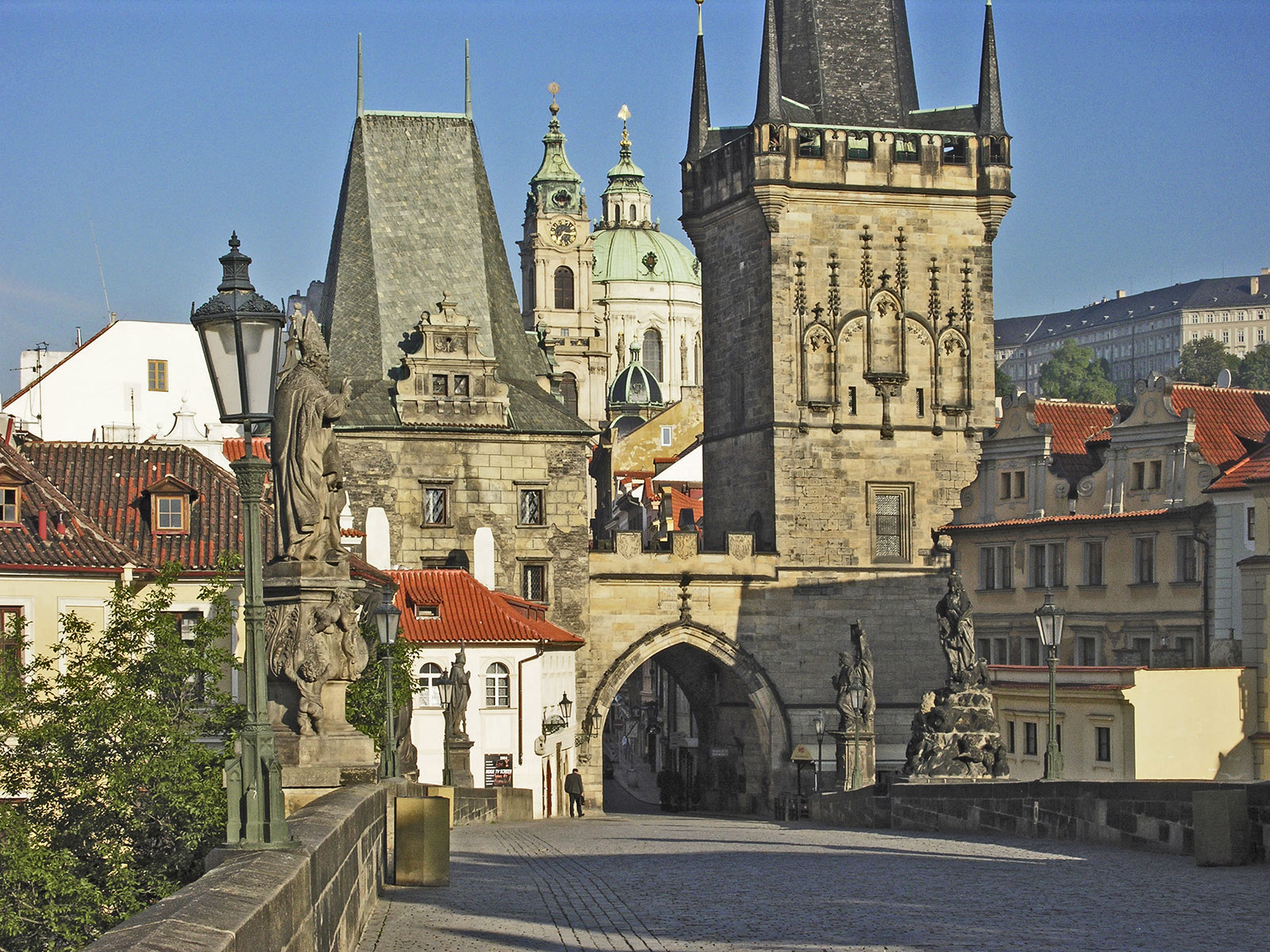
Praha, Karlův most

Fotografie architektury nebo městská krajina zahrnuje širokou škálu fotografie architektury snímaných různými technikami a řadí se ke krajinářské fotografii. Tvorbou takových obrazů se zabývá fotograf specialista. Lze ji interpretovat ze tří různých hledisek. Z pohledu investora bude důležitý celkový dojem budovy a její umístění (kompozice obrazu), stavitel bude chtít propagovat stavbu z estetického hlediska a architekt si bude všímat zachycení detailů.

## Historie

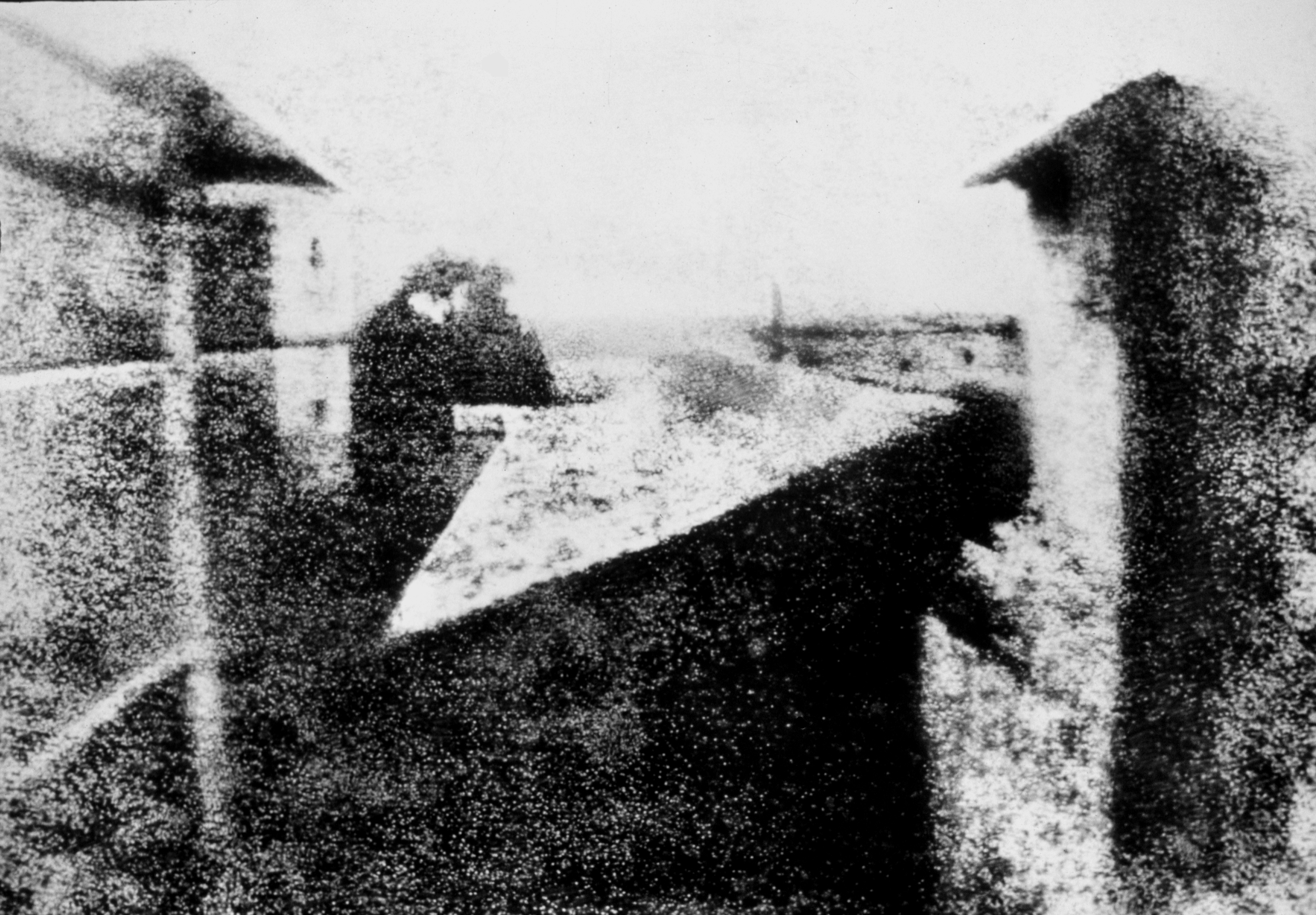
První fotografie architektury na světě s názvem Pohled z okna v Le Gras, kterou zhotovil Nicéphore Niépce přibližně v roce 1826 ve francouzském Saint-Loup-de-Varennes

První fotografie architektury začali pořizovat daguerrotypisté společně s fotografiemi krajin a zátiší na počátku 19. století – nevadily jim dlouhé expoziční časy. Jedna z prvních pořízených a dochovaných fotografií byla v podstatě fotografie architektury – nese název Pohled z okna v Le Gras, přibližně z roku 1826, francouzského města Saint-Loup-de-Varennes a jejím autorem byl Francouz Joseph Nicéphore Niépce.
Průkopníci cestovatelské fotografie fotografující na svých cestách převážně architekturu byli například Francis Bedford, George Wilson Bridges, Maxime Du Camp, Solomon Nunes Carvalho nebo Francis Frith.

### Evropa
Německo
- Hermann Biow pořídil první fotografie Hamburku po velkém požáru města v roce 1842. Lze jej tedy považovat za jednoho ze zakladatelů německé dokumentární fotografie.

- Karl Friedrich Wunder (1849–1924) byl vydavatel fotoknih a pohlednic. Je autorem množství číslovaných, částečně kolorovaných, metodou světlotisku vytvořených pohlednic. Dosud bylo identifikováno více než tisíc těchto fotografií.

- James Buchanan Aurig (1857–1935) fotografoval architekturu převážně v Drážďanech a okolí a nově postavené vily v Blasewitzu. Stejně jako August Kotzsch zachytil výstavbu mostu přes Labe zvaného Modrý zázrak. Dokumentárně cenné jsou jeho studie prostředí a snímky budov určených k demolici.

- Joseph Albert

- Hugo Schmölz

- Heinrich Götz

- Ferdinand Schmidt

Francie
V roce 1851 vyhlásila francouzská vládní organizace Commission des Monuments historiques (Úřad historických památek) misi Mission héliographique. Jednalo se o přestavbu Paříže během druhého císařství. Úkolem organizace byla fotografická dokumentace architektonických památek ve Francii, především významné historické a kulturní pamětihodnosti podléhající ochraně a zahrnuté do Monument historique. Členové skupiny se skládali z fotografů: Gustave Le Gray, Auguste Mestral, Édouard Baldus, Hippolyte Bayard a Henri Le Secq. Fotografové měli zdokumentovat historické budovy, mosty a památky, z nichž mnohé byly zbourány, aby uvolnily cestu pro velké pařížské bulváry, které nechal postavit na příkaz Napoleona III. prefekt Baron Georges-Eugène Haussmann. Dalším Francouzem se stejnými zájmy byl Séraphin-Médéric Mieusement nebo Jean-Eugène Durand.
- Alphonse Bernoud (1820–1889) francouzský fotograf, který působil především v Itálii.

- Jean Gilletta (1856–1933) byl francouzský fotograf a nakladatel, který vydával pohlednice. Působil v oblastech Nice, Provence-Alpes-Côte d'Azur a Ligurie.

- Adolphe Braun

- Jean Laurent Minier (1816 Garchizy, Nevers, Francie – 1886, Madrid, Španělsko) byl francouzský fotograf působící v 19. století především ve Španělsku.[6] V roce 1843 se usadil v Madridu[7] a od roku 1855 fotografoval panoramata měst, krajin, památek a uměleckých děl na Pyrenejském poloostrově.

Geneviève Élisabeth Disdéri (asi 1817 – 1878 Paříž) byla jedna z prvních francouzských fotografek. V roce 1843 si vzala průkopníka fotografie André-Adolphe-Eugène Disdériho, se kterým provozovala daguerrotypický ateliér v Brestu od pozdních 40. let 19. století. Známá je její série 28 pohledů na Brest, zejména architektonických, které byly publikovány pod názvem Brest et ses Environs v roce 1856.
- Félix-Jacques Moulin

- Eugène Trutat

- Charles Marville

- Noël Marie Paymal Lerebours

- Charles David Winter

Félix Bonfils byl plodný francouzský fotograf architektury, který byl aktivní na Blízkém východě. Fotografoval v Libanonu, Egyptě, Palestině, Sýrii, Řecku a Konstantinopoli (nyní Istanbul). V roce 1872 vydal album Antická architektura, ve které vyšly některé z jeho obrazů pořízené pro společnost Société française de photographie. Jeho práce dobře znali turisté, kteří do těchto zemí cestovali, jeho fotografie si kupovali jako suvenýry. Po urovnání situace na Blízkém východě Bonfils pořídil několik panoramatických fotografií z Konstantinopole a Damašku.
- Auguste Salzmann

- Bratři Louis-Auguste Bisson (1814–1876) a Auguste-Rosalie Bisson (1826–1900) měli vlastní fotografické studio provozované asi od roku 1841 v Paříži a proslavili se jako Bratři Bissonovi („Frères Bisson“). V roce 1855 přicestoval do Paříže fotograf z Chicaga Samuel Masury, aby se od nich naučil dělat fotografický proces na skleněné negativy. Jejich krajiny a architektonické pohledy začaly prožívat mezinárodní slávu.[11]

- Jules Robuchon (1840–1922) byl francouzský fotograf pohlednic a sochař. Fotografoval pro společnost starožitníků Société des antiquaires de l'Ouest.

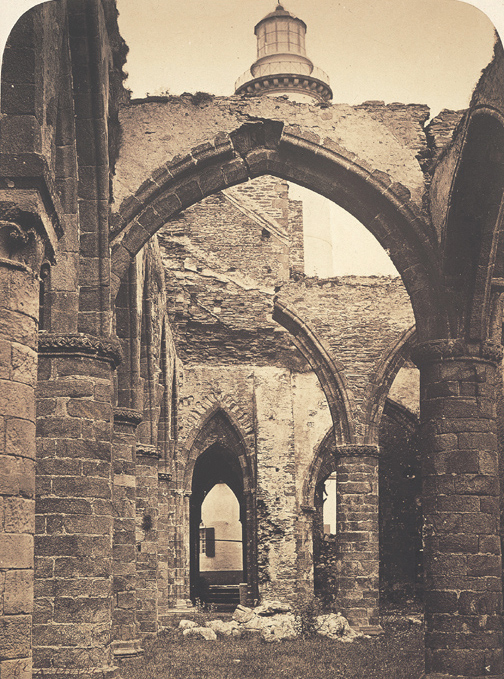
Geneviève Élisabeth Disdéri: Ruiny St Mathieu

Polsko
- Karol Adolf Beyer (1818–1877) nazývaný „otcem polské fotografie“ asi v polovině devatenáctého století pořídil sérii fotografií polských měst, které se staly časem „k nezaplacení“, a jsou někdy i jediným historickým důkazem o jejich životě a vzhledu, včetně Varšavy, Krakova, Częstochowy, Gdaňsku, Malborku a Lodži.

- Jan Bułhak (1876–1950) byl průkopníkem fotografie v Polsku a jeden z nejznámějších polských fotografů z počátku 20. století, etnograf a folklorista. Jako teoretik a filozof fotografie patřil mezi nejvýznamnější přívržence piktorialismu. Nejznámější je svými krajinami a fotografie města Vilnius (původně v Polsku, nyní v Litvě).

- Charles Bernhoeft Lucembursko

Itálie

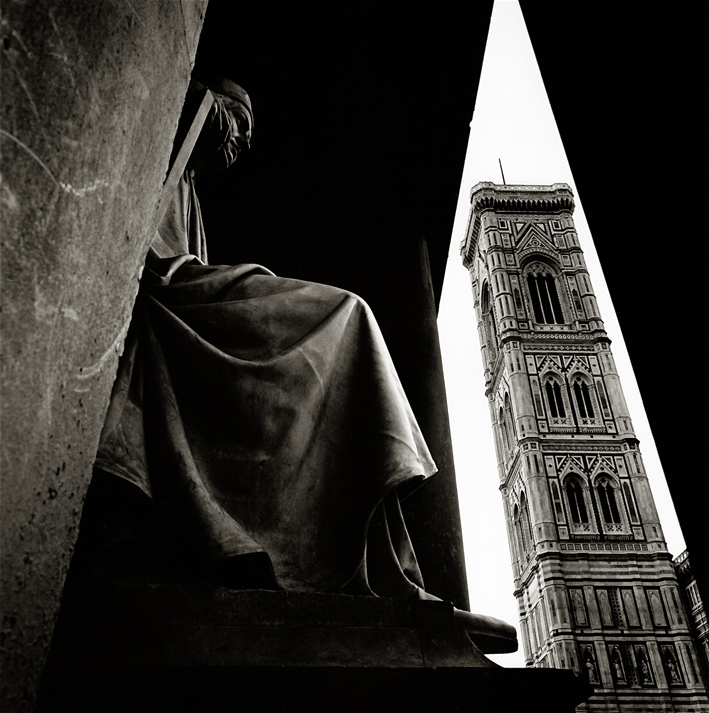
Augusto De Luca – Florencie, 1998.

- Benito Panunzi na svých záběrech zobrazoval již v roce 1868 městskou krajinu, rostoucí město, označoval a ukazoval stavy situace před a po, dokumentoval důsledky průmyslové revoluce. Jeho snímky nebyly proslulé pouze svým dokumentárním významem, ale také svou technickou a uměleckou kvalitou.

- Alfred Noack (1833–1895) pocházel z německého Saska, v 60. letech 19. století fotograficky objevil Italskou riviéru, kromě toho pořídil tisíce snímků v Janově.

- Giuseppe Incorpora kariéra 1856–1914

- Bratři Alessandriové, Antonio (1818–1893) a Francesco Paolo (1824–1889), provozovali vlastní fotografický ateliér v Římě pod jménem Fratelli d'Alessandri. Patří mezi nejvýznamnější v Itálii doby 19. století a představuje významnou část v historii italské fotografie. Déle než dvě desetiletí dokumentovali od 70. let 19. století město Řím, což má zásadní význam pro historii města. S těmito snímky můžeme přestavět město Řím tak jak vypadal na konci 19. století: budovy a ulice, celé čtvrti dnes zmizelé, portréty členů šlechty, obyčejní lidé při práci, obrázky náboženského a společenského života. V roce 1887 dali stavební inženýři z Říma příkaz bratrům pořídit fotografickou dokumentaci stavu Tiberu před a po výstavbě přehrady.

- Alphonse Bernoud (1820–1889) francouzský fotograf, který působil především v Itálii

- Eugenio Interguglielmi

- Domenico Bresolin

- Carlo Naya

- Carlo Ponti

- Giacomo Brogi spolupracoval s Italskou fotografickou společností a vlastnil studia ve Florencii, Neapoli a Římě. Po Brogiho smrti převzal živnost jeho syn Carlo Brogi. Brogiho fond obsahuje více než 8000 fotografických portrétů, krajin a pohledů na město označených Edizioni Brogi Firenze.

- George Washington Wilson byl skotský fotograf

- Robert Turnbull Macpherson byl skotský umělec a fotograf, který pracoval v italském Římě během 19. století. Fotografoval město a jeho památky, dokonale skloubil obraz objektů v popředí s pozadím, všímal si průhledů skrze zříceniny a podobně.[12] Typicky používal velký formát negativů a dlouhé expoziční doby k zachycení nejmenších detailů románské architektury, památek, zřícenin, krajin a soch.[13] Dbal přitom na pečlivou kompozici scény, při které dokázal zachytit trojrozměrnou architekturu na dvourozměrné fotografické médium.[14] Macpherson zdůrazňoval umělecké aspekty svých fotografií, v roce 1863 prohlásil: „Dodnes jsem byl fotografem, aniž bych měl pocit, že jsem tím opustil umění, nebo bych měl být zbaven svého nároku na titul umělce.“[15][16]

V italské Florencii v roce 1852 založili tři bratři – Leopoldo (1832–1865), Romualdo (1830–1890) a Giuseppe (1836–1890) Alinariové nejstarší fotografickou firmu na světě – dosud existující (2011) – s názvem Fratelli Alinari (Bratři Alinariové). Ateliér se specializoval na portréty, fotografie uměleckých děl a historických památek.
Studio Sommer and Behles (aktivní 1867–1874) vlastnili němečtí fotografové Giorgio Sommer (1834–1914) a Edmund Behles (1841–1924). Studio se nacházelo v Římě a pobočku mělo v Neapoli, Sommer byl jmenován oficiálním fotografem Viktora Emanuela II. – prvního krále sjednocené Itálie. Zapojil se do všech možných aspektů fotografického podnikání. Vydával své vlastní fotografie, které prodával ve svých studiích a zákazníkům v celé Evropě. V pozdějších letech fotografoval vlastní obrazy pro knižní ilustrace, tiskl svá vlastní alba a pohlednice. Využíval všechny populární formáty své doby: carte de visite, stereofotografie a velké pohlednice na albuminovém papíře. Giorgio Sommer a Roberto Rive začali systematicky sepisovat památky a dokumenty každodenního života a ty sjednotili v úžasné kolekci, která poskytovala informace o Kampánii a Sicílii.
- Henri Le Lieure – Turín

- Pascal Sébah – vyráběl pohlednice architektonických památek Osmanské říše. Jeho syn Jean Sébah po roce 1910 spolupracoval s Hagopem Iskenderem a od roku 1914 s Leo Perpignanim. V období 1917–1918 byly 'Sébah & Joaillier' partnerem v projektu systematického shromažďování a katalogizace architektonických památek ze všech dob v Istanbulu pod záštitou německého novináře a historika umění Friedricha Schradera.

- Augusto De Luca (* 1955) v roce 1996 získal ocenění "Città di Roma" společně s Ennio Morriconem[18] za knihu Roma Nostra. Italský Telecom jej požádal o grafický návrh na zvláštní vydání telefonní karty obsahující Neapol v nákladu 7 miliónů kopií a čtyři telefonní karty s na motivy Paříž, Praha Berlín a Brusel v nákladu 12 milionů výtisků.[19]
- Václav Šedý – Milano. Český fotograf žijící v Itálii. Autor řady publikací věnovaných architektuře a architektonické formě. Vedle profesionální práce se věnuje černobílé fotografii. Mezi jeho nejvýznamnější knižní publikace patří Obecní dům v Praze a knihy věnované architektonickému dílu Vincenza Scamozziho, Benedetta Alfieriho, Giuliana da Sangallo a Baldassarra Peruzziho a v barevných publikacích architektonickému dílu Carla Scarpy a Philipa Johnsona. Autor řady publikací v architektonických časopisech Abitare, Casabella, Domus a dalších. Spolupracuje s nakladatelstvími Phaidon, Marsilio, Skira, Electa a Officina Libraria. Řada jeho fotografií vznikla pro Institut Max Planck a italské instituce Fondazione Michelucci ve Florencii, CISA Palladio ve Vicenzi, Fondazione Credito Valtellinese v Sondriu, Fondazione Boschi Di Stefano, Fondazione Arnaldo Pomodoro a Università degli Studi v Miláně.  V posledních letech se věnuje teorii fotografie architektury na FA ČVUT v Praze.

Spojené království
- Benjamin Brecknell Turner (1815–1894) v roce 1849 zakoupil licenci pro pořizování fotografií na papírovém negativu (kalotypie neboli talbotypie), procesu vynálezce Williama Henryho Foxe Talbota. Rychle tuto formu fotografie zvládl a produkoval mnoho snímků již v 50. letech 19. století. Účastnil se na mnoha fotografických výstavách té doby. V letech 1852 a 1854 Turner zkompiloval 60 vlastních fotografií do jedinečného alba Fotografické pohledy z přírody.[20] Sloužilo buď jako vzorník, pohodlný způsob prezentace fotografií pro osobní potěšení, pro představení kolegům nebo potenciálního vystavovatele. Album později zakoupilo muzeum Victoria and Albert Museum v Londýně. Téměř třetina z fotografií v albu Turner jsou scény West Midlands county of Worcestershire.

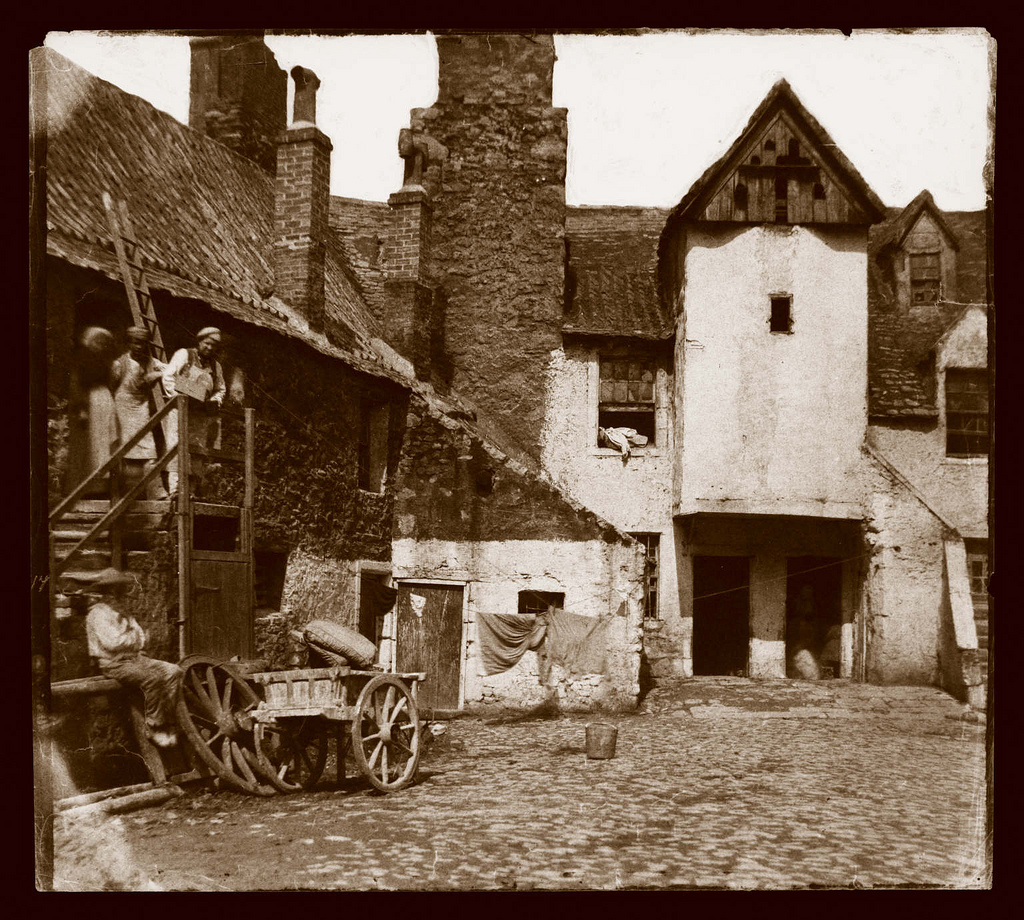
Thomas Keith: Whitehorse Close, Edinburgh

- Thomas Keith (1827–1895) byl skotský lékař a amatérský fotograf působící ve Viktoriánském období. Byl jedním ze zakládajících členů fotografické společnosti ve Skotsku. Ve fotografii používal kalotypii. Jeho práce projevovala velkou uměleckou zručnost a zvládnutí chemických procesů. Často chodil na fotografické výlety po Edinburghu se svým švagrem Johnem Forbesem Whitem. Podařilo se mu vytvořit vzácný fotografický záznam Edinburghu devatenáctého století.

- James Valentine
- James Robertson
- Francis Bedford
- Francis Meadow Sutcliffe
- Edwin Smith
- Eric de Maré

Irsko
Robert John Welch (1859–1936) byl irský fotograf, který se specializoval na venkovní fotografii a pořídil tisíce fotografií irských měst a scenérií. Byl zručným umělcem a jeho studie o Irsku a irském životě na konci 19. a na počátku 20. století jsou dnes právem vyhlášené.
Rusko
- Andrej Osipovič Karelin

- Maxim Petrovič Dmitrijev (1858–1948) byl talentovaným fotografickým dokumentaristou. Několik let cestoval po městě okolo řeky Volhy, fotografoval krajinu v Povolží a snímal pohledy na města a běžné každodenní scény.

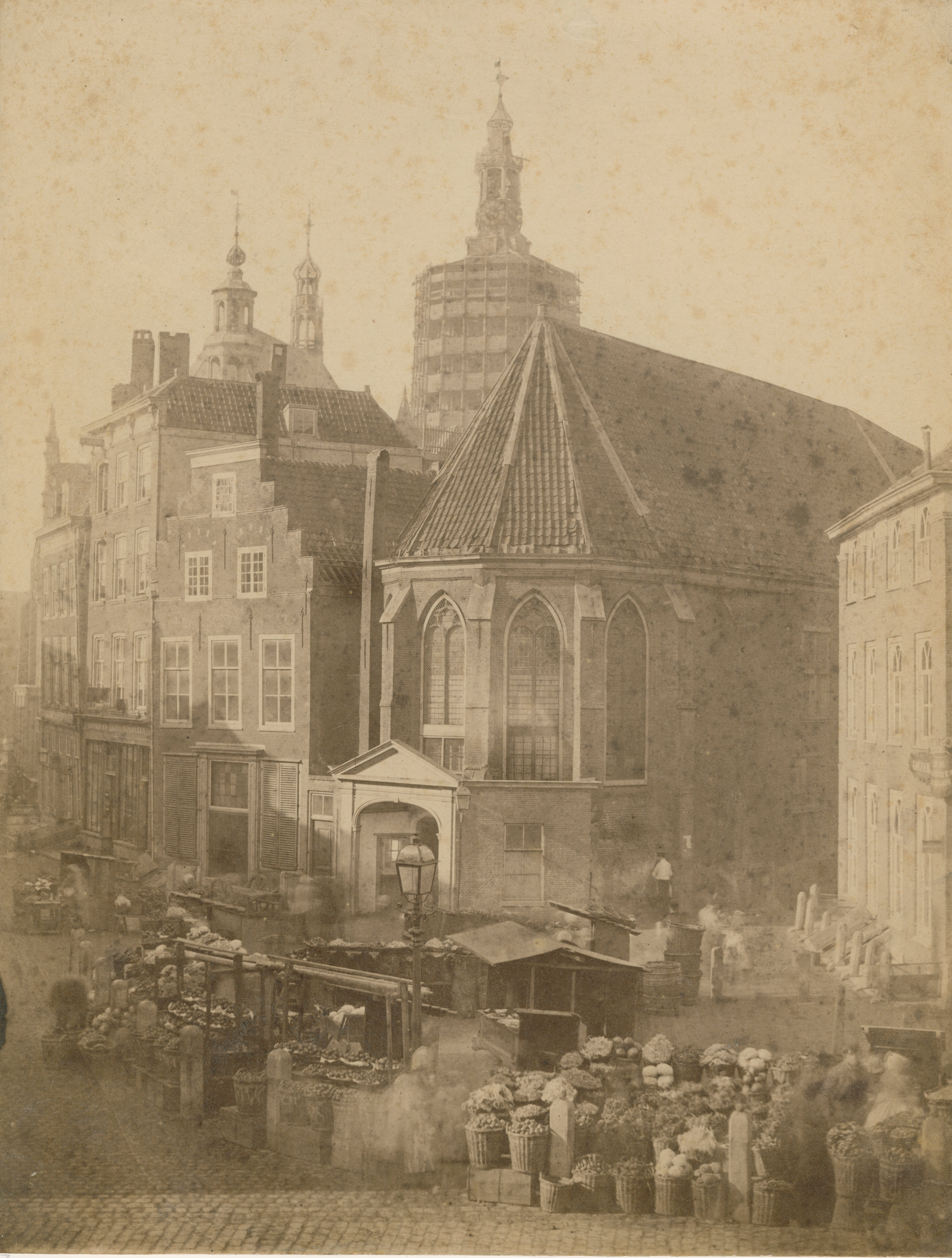
Maria Hille: Trh v Haagu, asi 1860, Městský archiv v Haagu

- Dmitrij Ivanovič Jermakov

Nizozemsko
- Jan Versnel
- Maria Hille

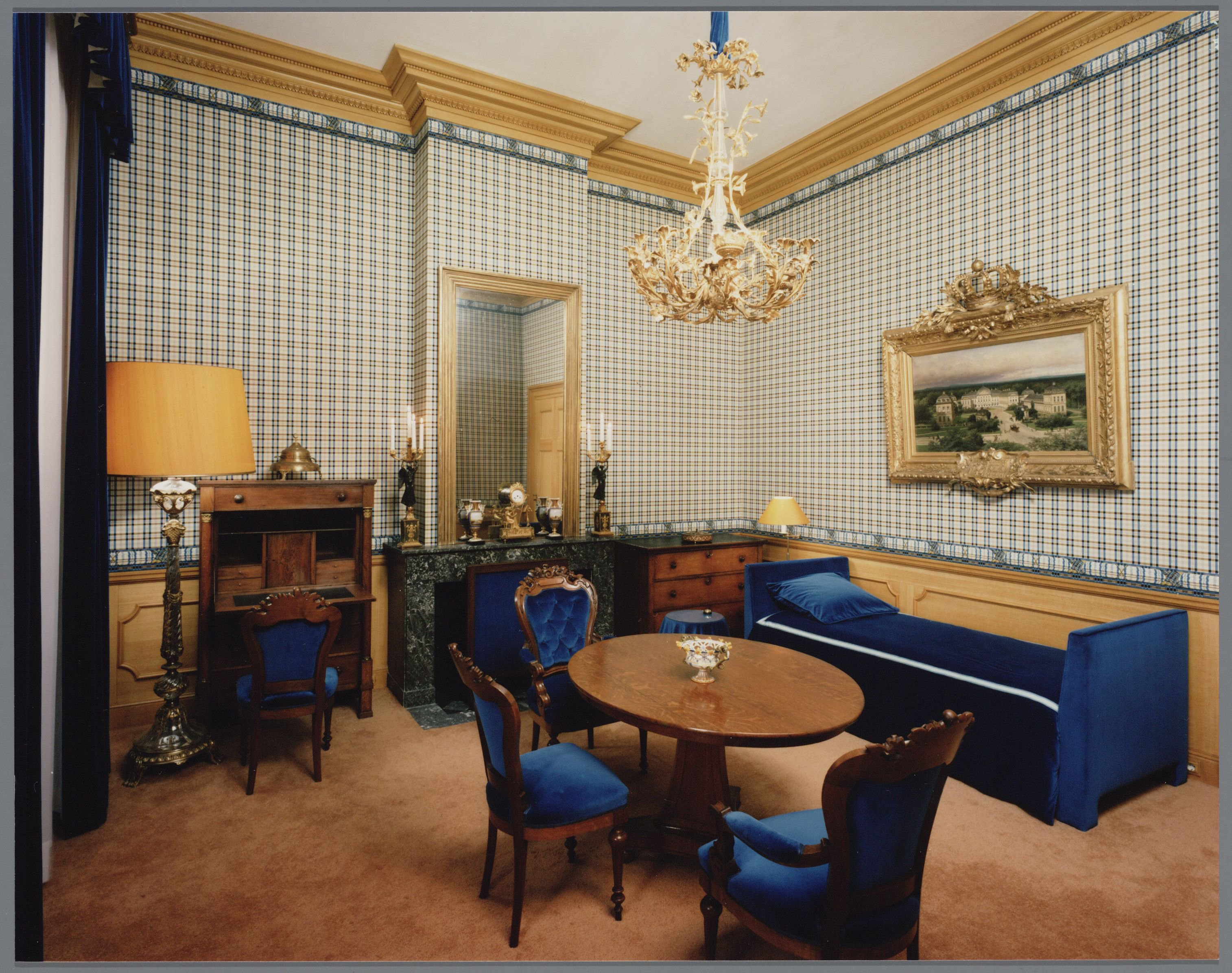
Jan Versnel: Paleis Noordeinde
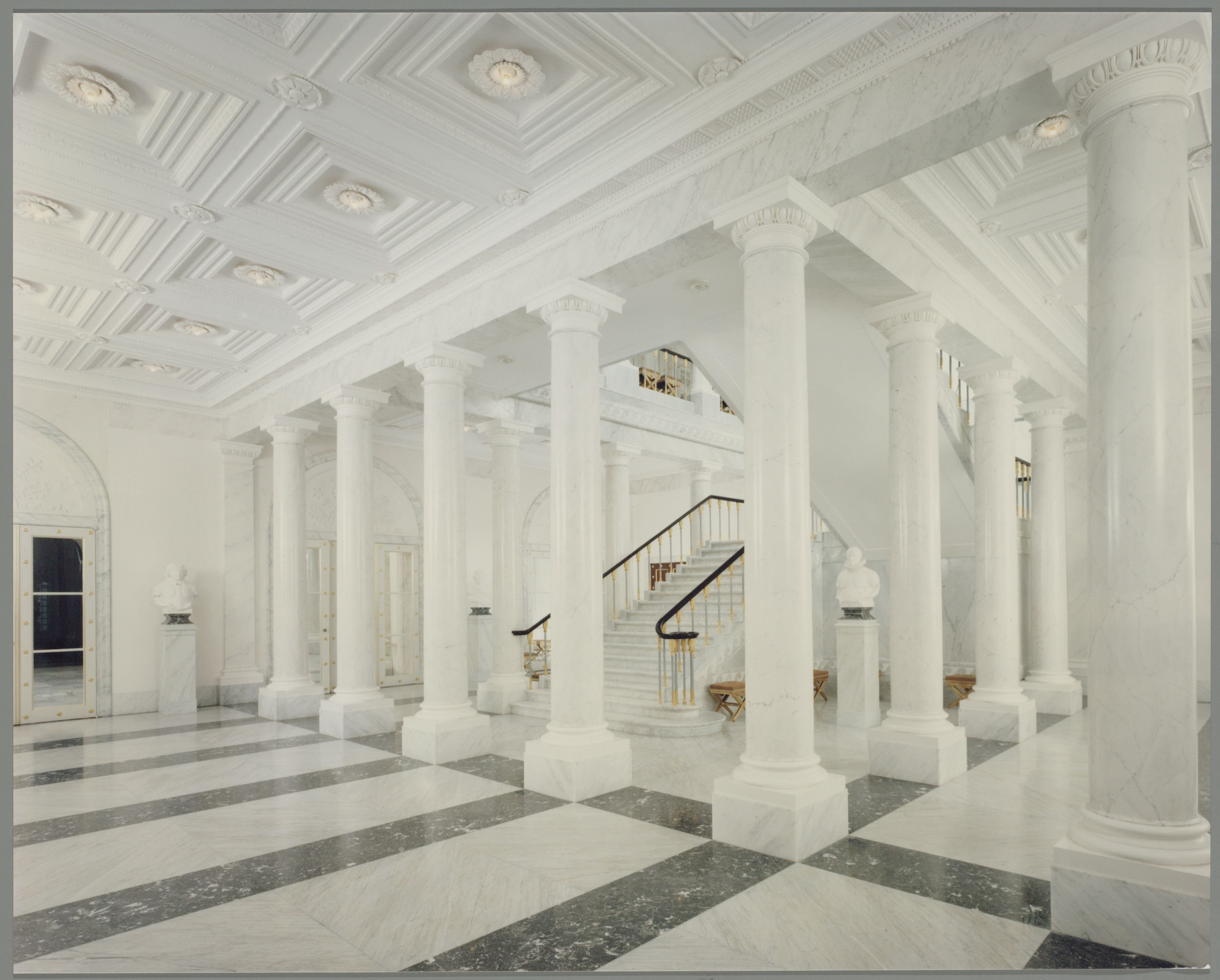
Jan Versnel: Paleis Noordeinde
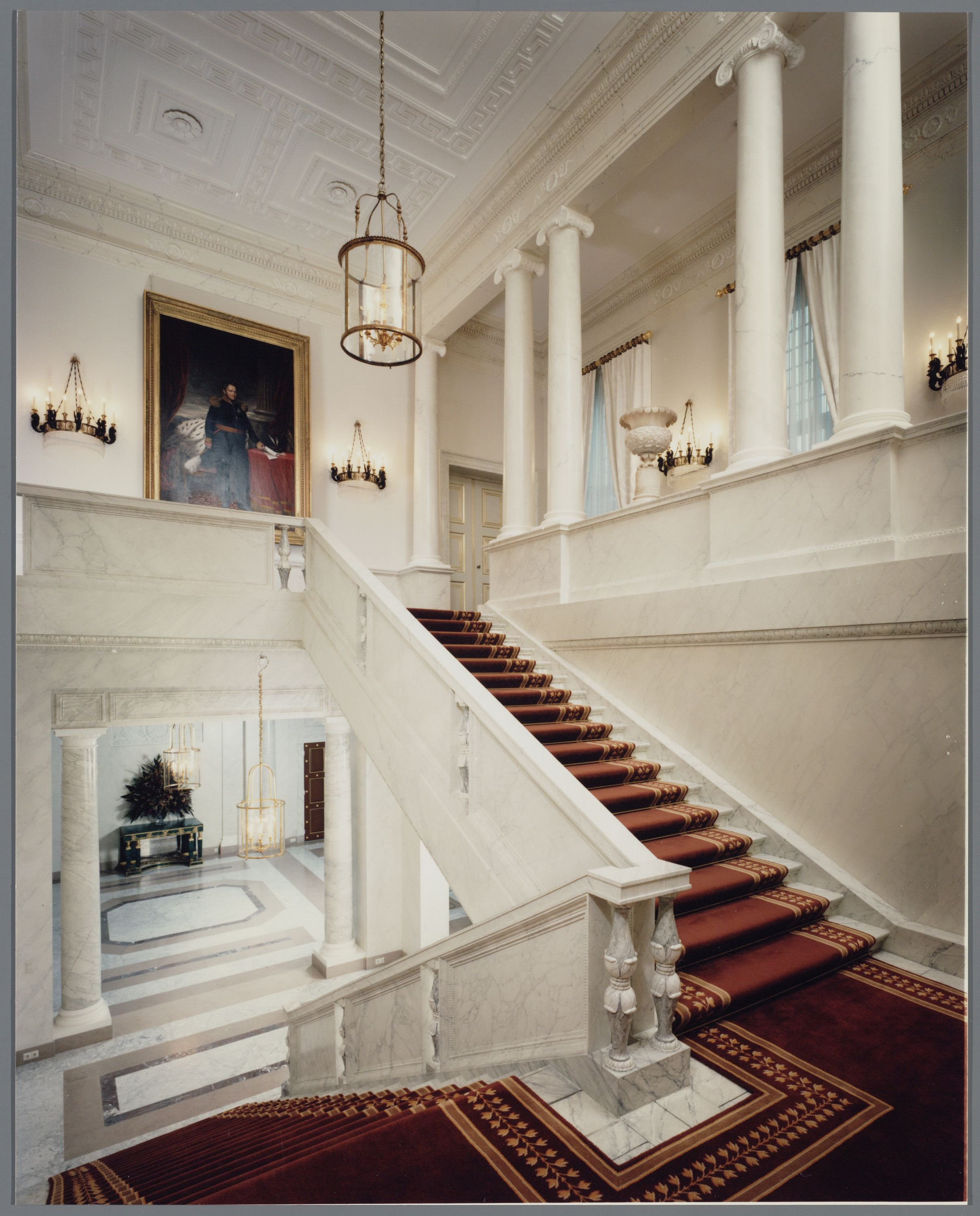
Jan Versnel: Paleis Noordeinde
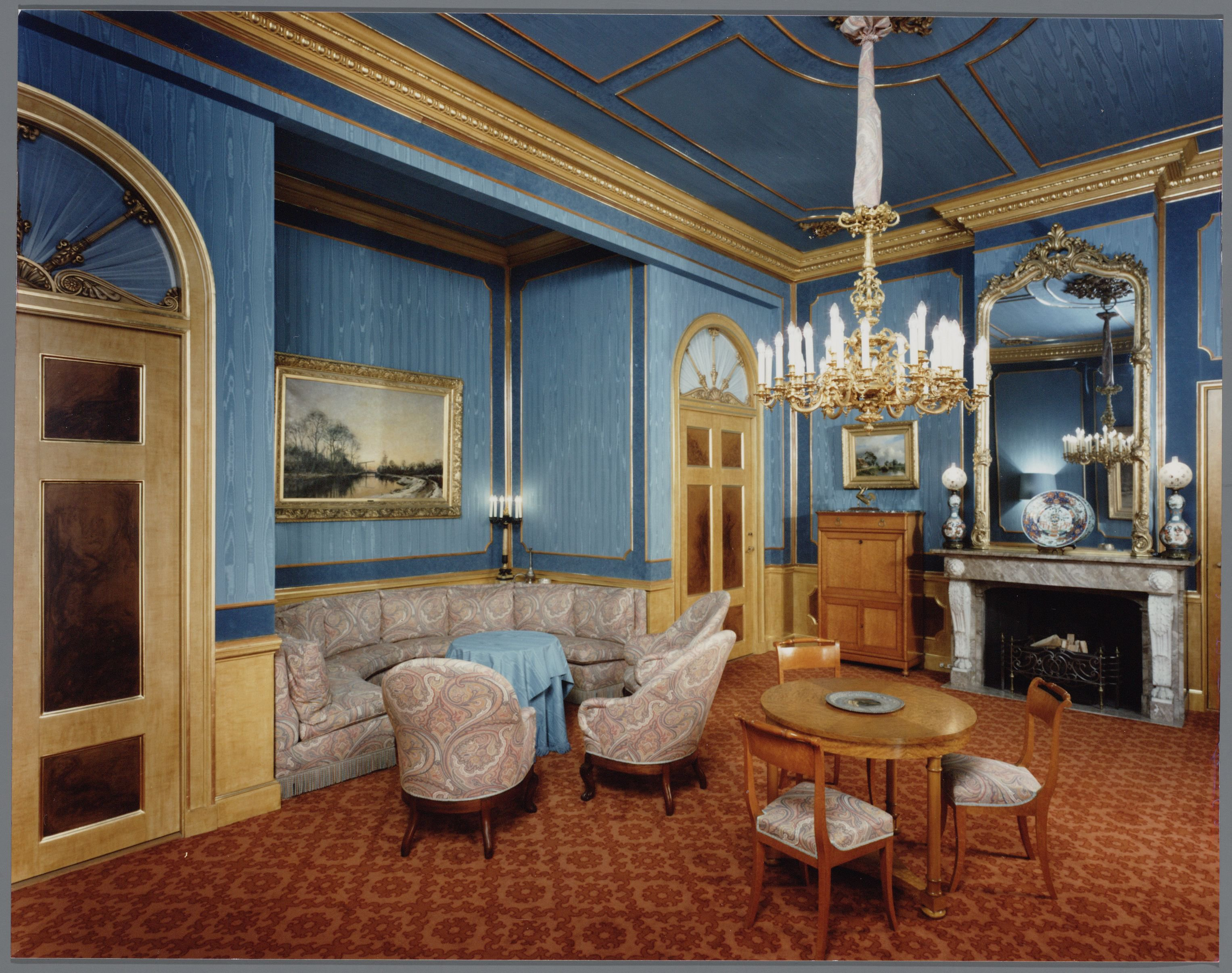
Jan Versnel: Paleis Noordeinde

Ostatní
- Hélène Binet (* 1959, Švýcarsko) vystudovala fotografii na Istituto Europeo di Design v Římě. Spolupracuje s předními architekty, jako jsou Raoul Bunschoten, Caruso St John, Zaha Hadid, Daniel Libeskind, Studio Mumbai, Peter Zumthor a dalšími. Je rovněž autorkou fotografií děl dnes již nežijících architektů, jako byli Alvar Aalto, Geoffrey Bawa, Le Corbusier, Sverre Fehn, John Hejduk, Sigurd Lewerentz, Andrea Palladio či Dimitris Pikionis. Fotografie publikovala v časopisu AA files, který vydává Architectural Association School of Architecture v Londýně.

### Afrika
- Bratři Zangakiové (George a Constantine Zangaki aktivní v letech 1870[21]-1890[22]) byli dva řečtí fotografové, kteří se specializovali na fotografie historických nebo starověkých egyptských scén, které pak prodávali turistům jako pohlednice. Občas spolupracovali s fotografem Hippolytem Arnouxem z města Port Said.

### Amerika
USA

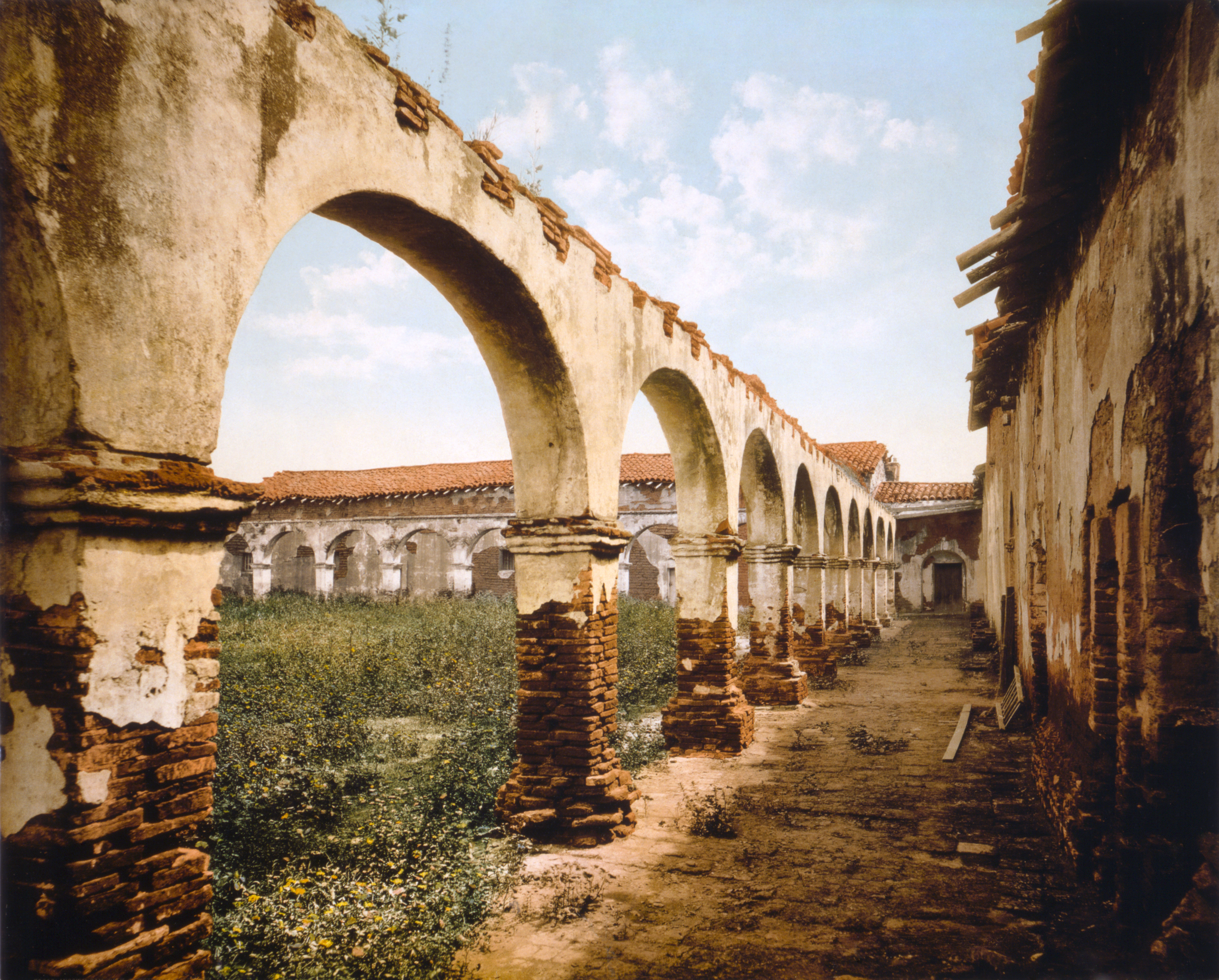
William Henry Jackson: Misie San Juan Capistrano, fotochrom, asi 1899

- Edward Livingston Wilson (1838–1903) ve Filadelphii v 60. letech 19. století pracoval pro Fredericka Gutekunsta a v roce 1864 založil magazín Philadelphia Photographer.[23] Sloužil jako energetický důstojník Národní fotografické asociace Spojených států (National Photographic Association of the United States).[24] V roce 1869 se zúčastnil expedice "Eclipse Expedition" v Iowě, na kterou dohlížel Henry Morton[24] a v roce 1881 cestoval po Blízkém východě.[23] V New Yorku od roku 1889 vydával časopis Wilson's Photographic Magazine. Mezi jeho spolupracovníky patřili: Michael F. Benerman[25] a William H. Rau.

- William Henry Jackson (1843–1942)

- Eugene de Salignac (1861–1943) byl fotografem Oddělení mostů a struktur (Department of Bridges/Plant and Structures) v New York City.[26][27][28] Jako jediný fotograf oddělení od roku 1903 do roku 1934 dokumentoval vytváření moderní infrastruktury města, včetně mostů, hlavních obecních budov, silnic a podzemních cest.

- Julius Shulman (10. října 1910 New York – 15. července 2009 Los Angeles)

- Frank S. Matsura (1873–1913) byl japonský fotograf působící na počátku dvacátého století, který v roce 1901 odcestoval z Japonska do Ameriky, kde pořídil více než 1800 fotografií a skleněných desek.[29][30]

- Dan Leyrer

- Jet Lowe

- Samuel Gottscho (1875–1971) se po návštěvě několika architektonických fotografických výstav rozhodl zdokonalit a zlepšit svou práci a vyhledal několik architektů. Ve svých 50. letech, po třiadvaceti letech prodavače textilu, se stal profesionálním komerčním fotografem. Jeho fotografie se objevily na obálkách magazínů American Architect and Architecture nebo Architectural Record. Jeho fotografie architektury se pravidelně objevovaly v článcích v New York Times. Jeho fotografie soukromých domů v New Yorku a předměstí Connecticutu se často objevovaly v časopisech o bytové dekoraci.

- Andreas Feininger

- Jack E. Boucher (1931–2012) v roce 1958 začal pracovat pro National Park Service a pokračoval až do roku 2006, později se stal šéfem fotografického oddělení na Historic American Buildings Survey (HABS). Od roku 1966 opustil na dva roky Park Service aby pracoval pro program New Jersey's State Historic Preservation. Po čase se v roce 1970 opět vrátil do Park Service/HABS a opustil New Jersey. Věnoval se vysoce specializované práci fotografické dokumentace architektury na velký formát. Jeho práce ho zavedla do 49 států, na Panenské ostrovy i Portoriko. Cestoval s 900 kilogramy fotografického vybavení.[31] Na konci 60. let se zaměřil na dokumentaci historických venkovských domů v Anglii a architektury od římských dob až po období období regentského stylu. V roce 1973 byl jedním z 36 vybraných účastníků Evropské Letní školy pro zachování historické architektury. Sedm týdnů trvala studijní cesta přes Anglii, Francii, Holandsko a Belgii. V 90. letech pro Historic American Buildings Survey nasnímal více než 500 velkoformátových snímků Bílého domu.

Kanada
- Hans-Ludwig Blohm, (* 1927) je kanadský fotograf německého původu. Po tři desetiletí navštěvuje Arktidu, kanadské oblasti a regiony na Aljašce, aby zachytil snímky a příběhy Inuitů.

- William James (1866–1948) byl plodný kanadský fotograf anglického původu. Jeho dílo má široký záběr, je známý především svými fotografiemi architektury, reportážemi a portréty z Toronta v Ontariu.

Brazílie
- Brazílie: Marc Ferrez

### Asie a Dálný východ
- Lala Deen Dayal Indie

- John Thomson – fotografie z Dálného východu z období viktoriánské Británie dávají zprávu o obyvatelích země a kultury v Číně a jihovýchodní Asii.

Japonsko
Průkopníkem japonské fotografie byl Japonec Jokojama Macusaburó, který se věnoval také litografii a výuce fotografie. V roce 1868 se Yokoyama setkal s Ninagawa Noritane, úředníkem vlády v období Meidži, který ho pověřil, aby fotografoval hrad Edo, před rekonstrukcí, a královský poklad v Shosoinu. Projekt dokončil mezi lety 1871 a 1872 a některé výsledné práce byly zveřejněny v roce 1872 jako album 64 fotografií s názvem Kyū-Edo-jō Shashin-chō (旧江戸城写真帳, Fotografické album bývalého hradu Edo) a pak ještě jednou jako album 73 fotografií v roce 1878 pod názvem Kanko Zusetsu, Jokakau-no-bu (Historie a popis japonského umění a průmyslu, první část, hrad). Některé z fotografií Yokoyamy z japonských uměleckých děl byly prezentovány na Světové výstavě v roce 1873 ve Vídni.

## České země
- František Fridrich (1829–1892) byl nejvýznamnější český fotograf a vydavatel druhé poloviny 19. století, který v té době jako jediný fotograf z Čech získal skutečně mezinárodní věhlas. Nejvíce se proslavil snímky Prahy a fotografiemi z lázeňských měst.

- Karel Ferdinand Bellmann (1820–1893) byl český nakladatel, tiskař a fotograf. Vlastnil Artisticko-typografický ústav, který od roku 1884 rozšířil o oddělení pro reprodukční fotografii, do něhož spadala fotografie krajin, architektury, uměleckých děl a plánů.[34]

- Andreas Groll (30. listopadu 1812 Vídeň – 20. března 1872 Vídeň) byl rakouský fotograf památek, autor prvních fotografií Prahy, Plzně a Kutné Hory.

- Josef Löwy (16. srpna 1834 Bratislava - 24. března 1902 Vídeň) byl rakousko-uherský malíř, vydavatel a c. k. dvorní fotograf původem ze Slovenska. Ve své době patřil k nejvýznamnějším vídeňským fotografům společně s Emilem Rabendingem, Ludwigem Angererem a Victorem Angererem.[35]

- Josef Sudek (1896–1976) vytvořil řadu významných fotografií od historické architektury (například cyklus Svatý Vít) po architekturu soudobou (například fotografie Fragnerovy kolínské elektrárny ESSO z roku 1930).

- Pavel Socháň (1862–1941)

- Jaromír Funke (1896–1945) vytvořil v závěru života knihu Pražské kostely (Praha: Miroslav Stejskal, 1946)

- Miroslav Chalupníček (1911–1976) a Věra Chalupníčková (* 11. duben 1913) byli architekti a fotografové.

- Vladimír Uher (1925–2016) je znám především díky fotografiím barokní architektury. Je autorem obrazové části knih Dialog tvarů (spolu s prof. Milanem Pavlíkem), Jan Blažej Santini-Aichel a Kryštof Dientzenhofer (1655–1722) (oba texty Mojmír Horyna).

- Jiří Všetečka (1937–2016) je významný český fotograf tvořící od roku 1958. Proslavil se zejména svými snímky z Prahy, dokumentárními snímky a ilustracemi inspirovanými podle knih. Nejznámější je Nezvalův Pražský chodec. S oblibou fotografuje na čtvercový formát, využívá dlouhých teleobjektivů, které ještě s pomocí telekonvektorů prodlužuje. Do roku 1992 fotografoval pouze černobíle, potom začal experimentovat i na barevný film. Stále fotografuje na klasický film.[36]

- Pavel Štecha (1944–2004) se vedle reportážní fotografie věnoval i fotografii architektury. Je například autorem obrazové části monografie Josip Plečnik – Architekt pražského hradu.

- Jan Malý (1954–2017) je autorem fotografií například pro knihu Rostislava Šváchy Od moderny k funkcionalismu : proměny pražské architektury první poloviny dvacátého století.

- Václav Jirásek (*1965)

- Ester Havlová (*1967)

- Miloš Budík (1935–2023)

- Boris Renner (* 1965)

- Aleš Jungmann (* 1971) je fotograf architektury, který se mimo svou profesionální práci věnuje fotografii krajiny. Je držitelem titulu QEP (Qualified European Photographer). Architekturu začal fotografovat souběžně se školní prací. Impulsem bylo semestrální cvičení "architektura" u docenta Pavla Štechy, kdy jako úkol fotografoval Veletržní palác. Silný zážitek z tehdy rekonstruované budovy se stal určujícím momentem pro budoucí profesionální fotografickou orientaci. Během studia pracoval jako externí fotograf časopisu Architekt a získával první zakázky. Dnes fotografuje architekturu pro české a zahraniční architektonické ateliery, developery, časopisy a knihy. Mezi jeho zákazníky patří Aukett, Chapman Taylor, Jestico + Whiles, Sial, Kempinski, Hilton, Google, Wallpaper, Duravit nebo Česká spořitelna.

- Jan Tichý (* 1974 Praha) je izraelský umělec a fotograf narozený v Československu. Je aktivní v Izraeli a v USA.

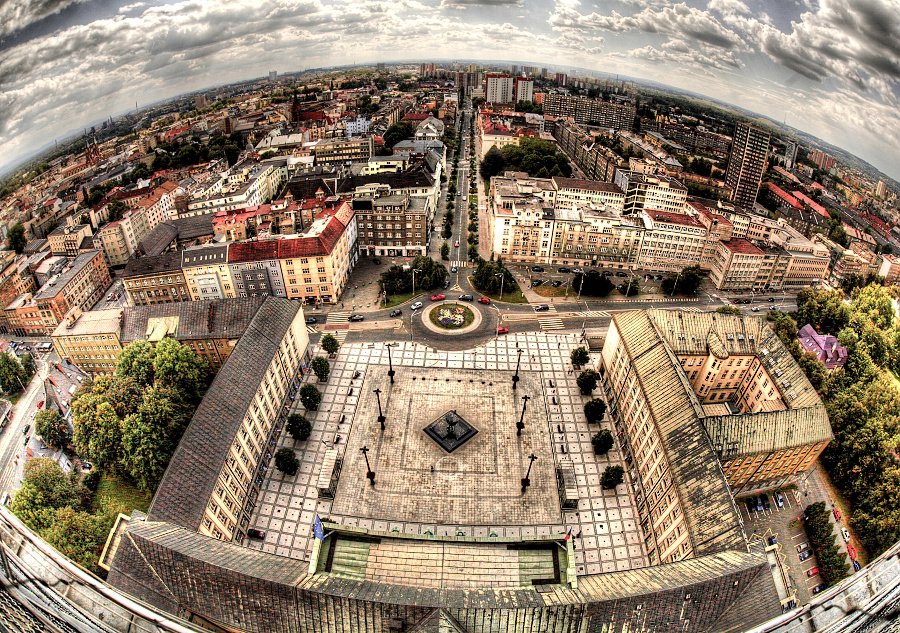
Boris Renner: Pohled na Ostravu z radniční věže, 2007

## Technika

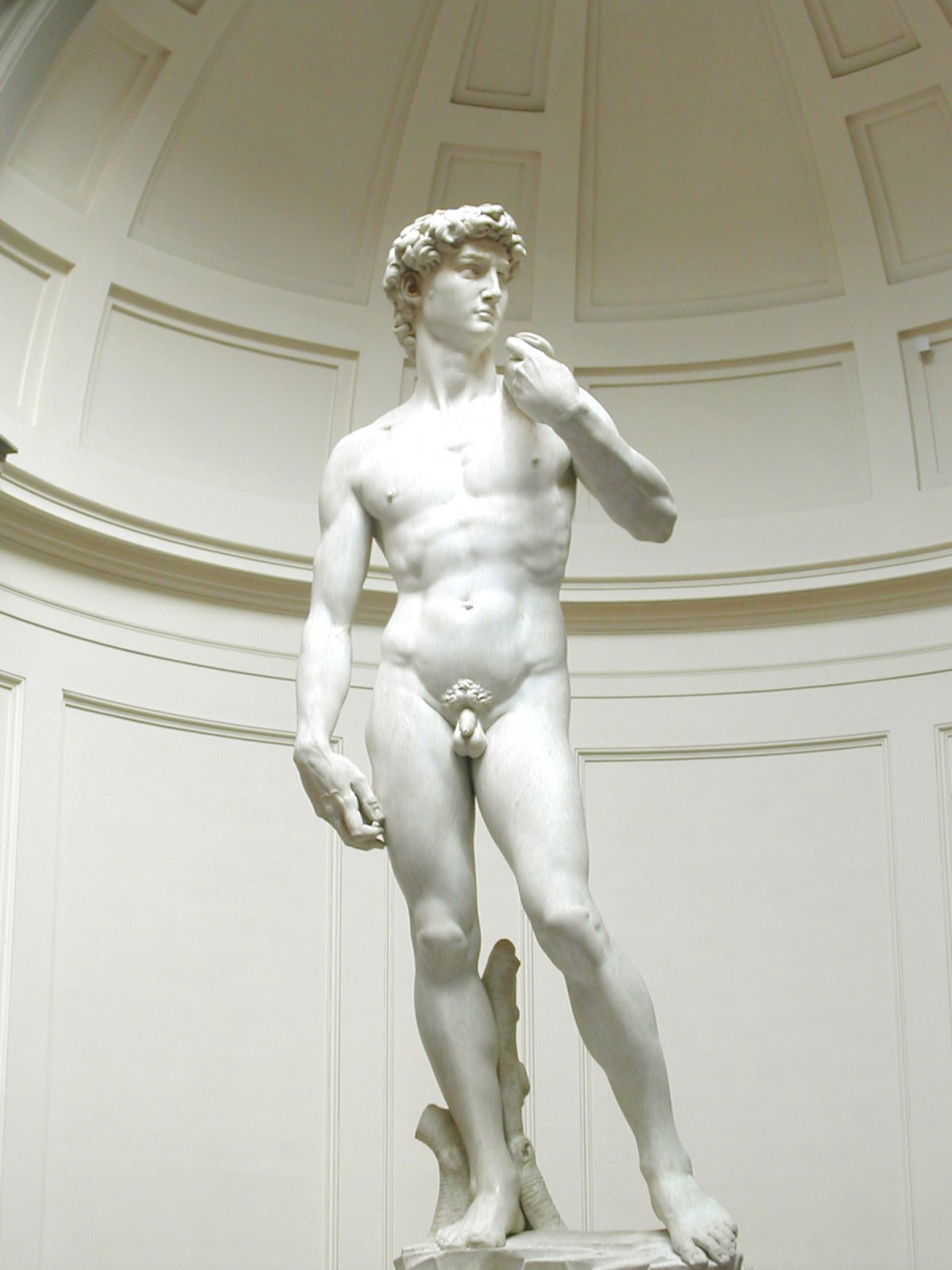
Socha - David od Michelangela Buonarottiho

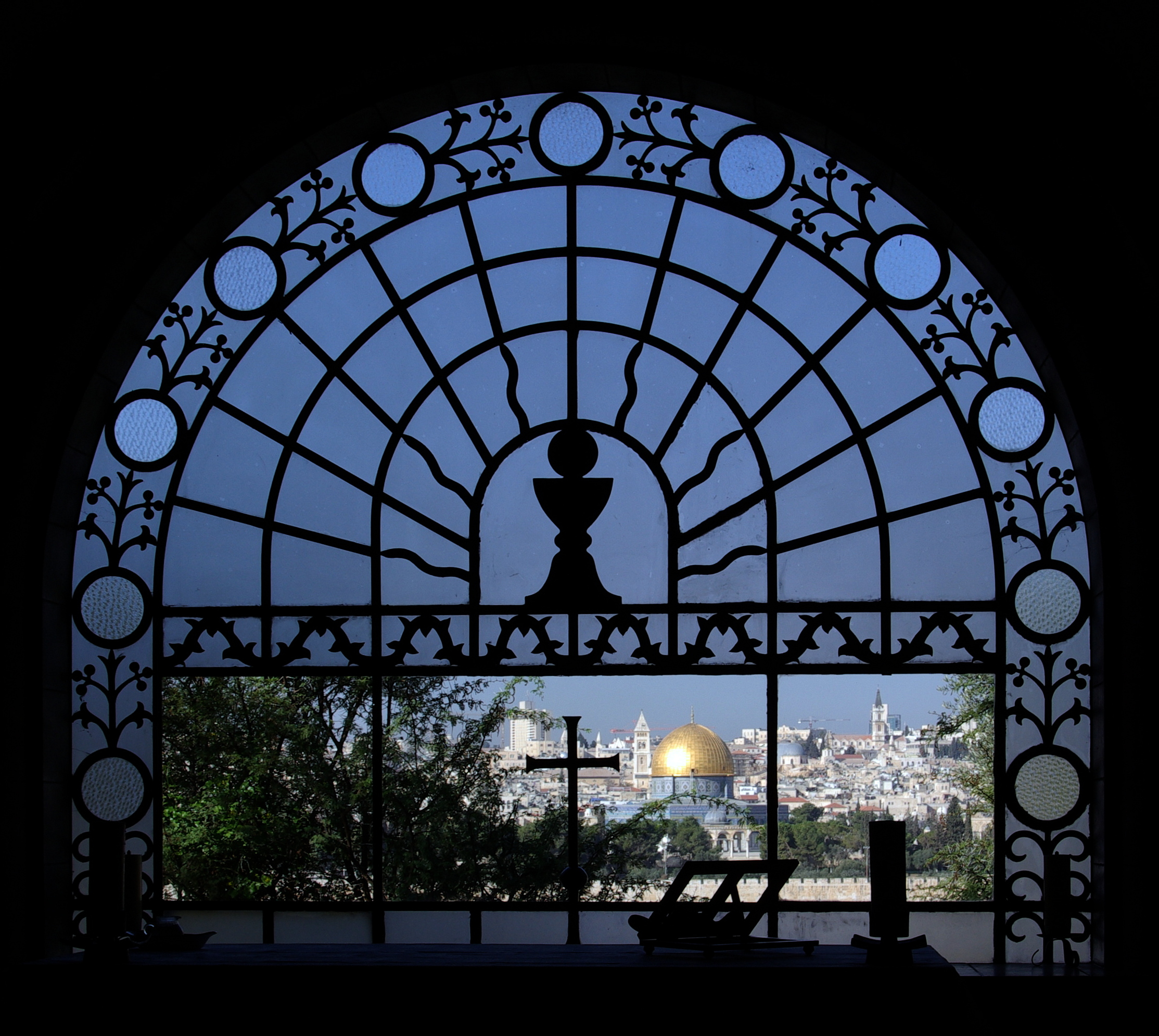
Detail - Pohled z kostela Dominus Flevit na Chrámovou horu v Jeruzalémě

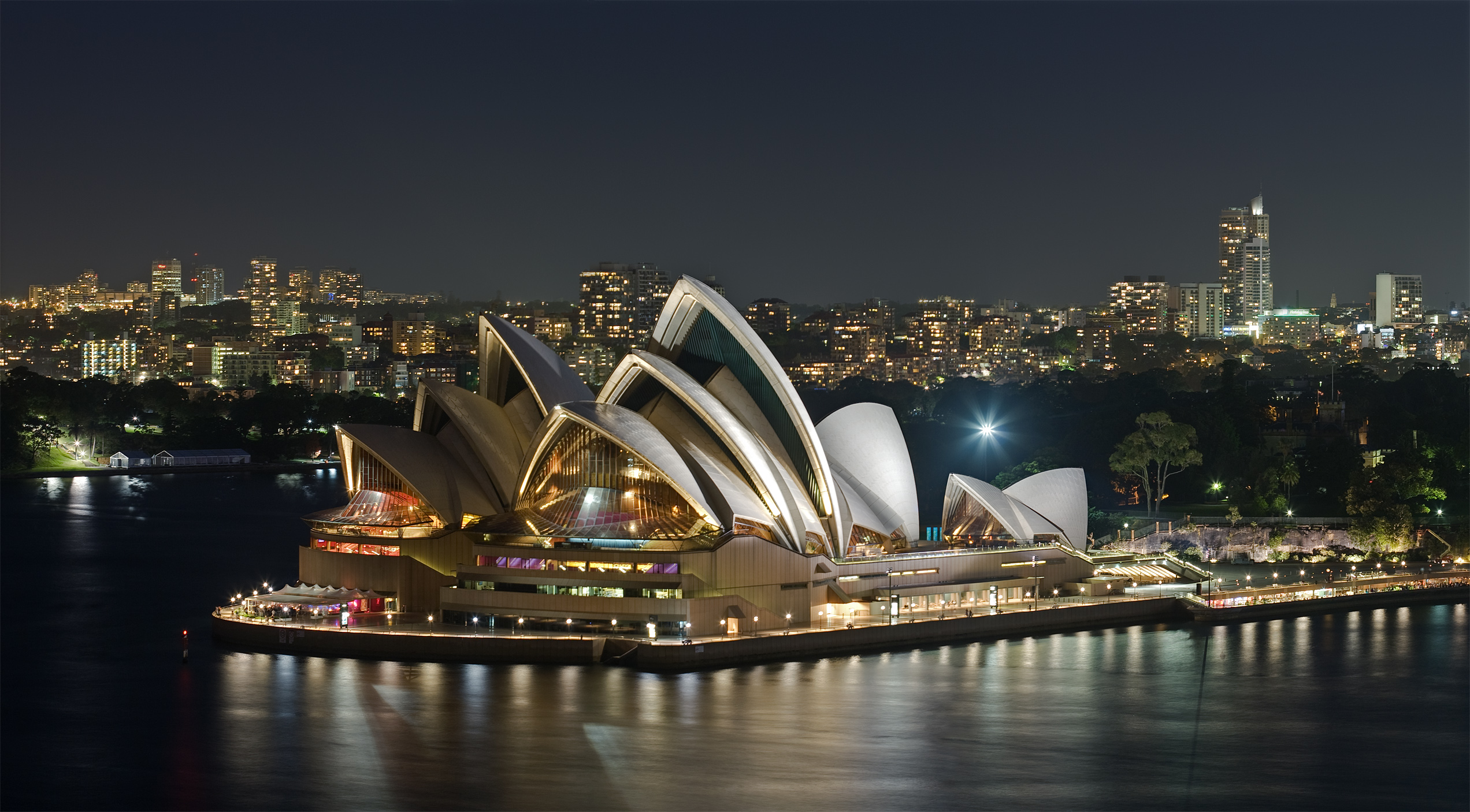
Celek - opera v australském Sydney

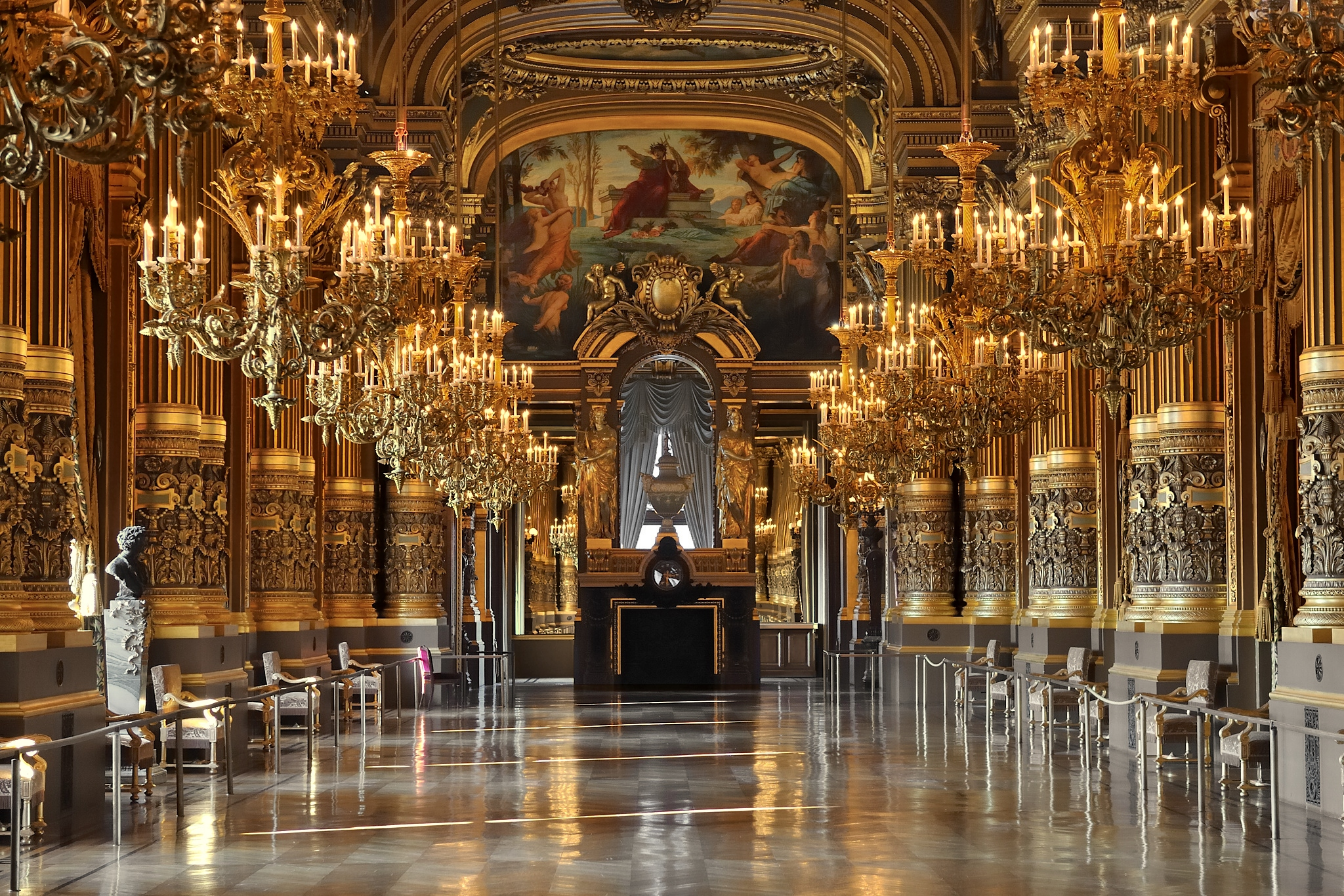
Interiér - foyer budovy pařížské opery Garnier

Při snímání architektury má stěžejní význam urbanismus a kvalita architektury v prostoru města. Interpretace na snímku by měla odpovídat kvalitám zvolené architektury a uvědomování si její role v rámci města. Je vhodné používat velkoformátový fotoaparát, vhodně zvolit kompozici a k danému účelu využít světlo v exteriéru nebo v interiéru.
Rozlišují se různé druhy architektonické fotografie: plastika nebo socha; důraz na historický sloh; detail charakteristický pro danou stavbu; celek dané stavby; série nebo soubor několika fotografií podávající základní představu o vybrané budově - exteriéry i interiéry.
Fotografická realizace obrazu se potýká s některými problémy:
- V městském prostředí je možné při nedostatku prostoru použít širokoúhlý nebo ultraširoký objektiv. Zkreslená perspektiva většiny objektivů při snímání zblízka nutí fotografa vybrat vzdálenější místo.

- Klasické objektivy mají optické vady ve smyslu poduškovitého nebo barelového zkreslení. Zatímco takové obrazy mohou být efektní nebo „přitažlivé“ - pořízené například rybím okem, ale jsou to většinou laciné efekty. Profesionálové používají přesné fotogrammetrické fotoaparáty, například také pro zaměřování staveb nebo v kartografii. Zkreslení u běžných objektivů pro zrcadlovky, zejména u objektivů širokoúhlých, je velmi obtížné zjistit přesně, protože vzhledem ke způsobu výroby nejsou stavěny symetricky, ale retrofokusujícím způsobem. Tyto optické chyby lze opravit buď při klasickém zvětšování v temné komoře po přesném optickém výpočtu, nebo elektronickým zpracováním obrazu.

- Jestliže rovina filmu není rovnoběžná s vertikální nebo horizontální linií budovy, dochází k efektu zvanému kácení linií. Vytváří tak dojem, že budova padá dozadu. Fotoaparáty malého nebo středního formátu s pevným objektivem musí zůstat ve vodorovné poloze, aby se těmto efektům zabránilo. To je však omezeno při komponování nebo není někdy technicky proveditelné. Nápravu umožňují shift objektivy, upravené profesionální velkoformátové kamery, měchové fotoaparáty nebo korekce při zpracování digitálního obrazu.

- V mnoha případech není vyžadován ostrý obraz celého objektu, nebo těch míst, které se nacházejí rovnoběžně s rovinou filmu. Způsoby, jak toho dosáhnout je použití tilt objektivu na velkoformátové kameře. To umožňuje udržení vodorovné osy objektivu a tudíž zachování vertikální a paralelní linie. Lze posouvat směrem nahoru, dolů nebo do strany.

- Restituce fotografie je úprava perspektivního zkreslení, kdy se sbíhají zpravidla svislé linie, které působí rušivě zejména na snímcích architektury. Profesionální fotografické přístroje umožňují korigovat perspektivní zkreslení pomocí speciálních naklápěcích a posuvných objektivů (objektivy tilt-shift nebo perspective control) již při expozici snímku posunem optické osy objektivu vzhledem k ose filmu nebo snímače.[38][39][40][41] U snímků pořízených běžnými fotografickými přístroji, které neumožňují korigovat perspektivní zkreslení, lze perspektivu do jisté míry upravit při zpracování. Restituce klasických fotografií, zhotovených v temné komoře, se provádí buď pravou nebo nepravou restitucí. Restituci digitálních fotografií je možné provádět softwarově grafickým editorem pomocí funkcí transformace nebo úpravy perspektivy.[41][42]

- Často se vyžaduje obraz podrobný a bez zrna nebo šumu. V tom případě je nutné použít velký formát.

- V některých případech se k fotografování architektury používá dírkové komory jako ideálního objektivu. Současně umožňuje díky dlouhému času expozice zbavit se v obrazu lidí, aut a jiných pohybujících se objektů.

Kromě umělecko-dokumentárního zobrazení stavby je možné použít fotografických metod pro měření, ke kterému se používají obzvláště stereoskopické fotografie.

### Filtry
Využití ve fotografii architektury najdou následující fotografické filtry:
- Polarizační filtr se používá například k ztmavení příliš světlé oblohy a snížení odrazů na vodních plochách.

- Šedý přechodový filtr ztmavuje jasné nebe a snižuje tak expoziční rozsah obrazu.

- Barevné filtry (červený, zelený, žlutý, oranžový), bývají většinou použity pouze v černobílé fotografii a mohou posílit výtvarné pojetí snímku. Například žlutý filtr funguje na lepší zobrazení mraků proti modré obloze, zelený filtr rozlišuje více odstínů zelené a podobně. Například při fotografování budov s bílým a žlutým vzorem se používá modrý filtr pro zdůraznění kontrastu obrazu.

Celá řada triků s filtry je možná také v grafickém editoru na počítači.

## Kompozice a estetika

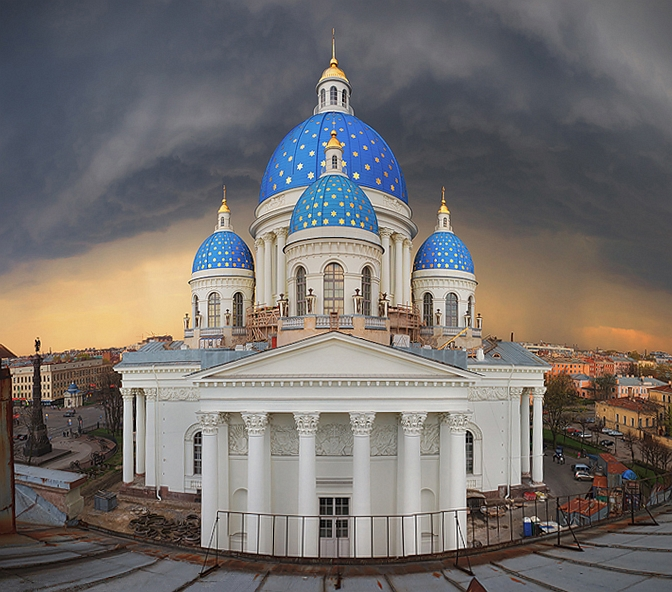
Ivan Smelov: Chrám Nejsvětější Trojice, Petrohrad

Pohledy na fotografovaný objekt architektury vychází z architektonických plánů. Používaná centrální kompozice se obvykle bere z hlediska pozorovatele, který se pohybuje v blízkosti stavby nebo se dívá z vyvýšeného místa - nadhledu.
V případě fotografování architektury pro umělecké ztvárnění objektu může být obětována přesnost pro umělecký výraz, pro zdůraznění rysů města, země nebo časového období. Rysy architektonického stylu lze zdůraznit výběrem vhodného místa, správného úhlu pohledu a výběrem typu a směru světla.

### Výběr místa pohledu
Při fotografování architektury je nejdůležitější volba místa fotografování a také volba na výšku nebo na šířku, vzdálenost a úhel pohledu. To je tím, co určuje celkovou kompozici snímku, perspektivu a poměr plánů.

## Galerie

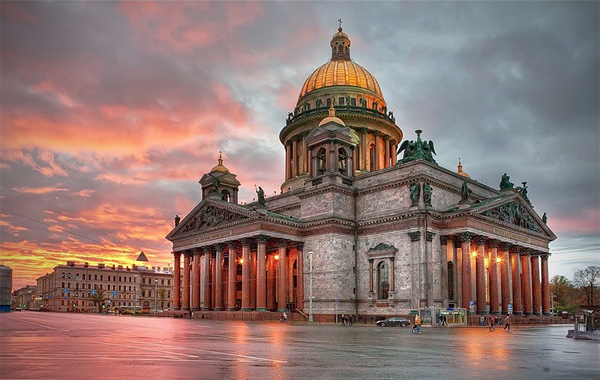
Ivan Smelov: Chrám svatého Izáka, Petrohrad
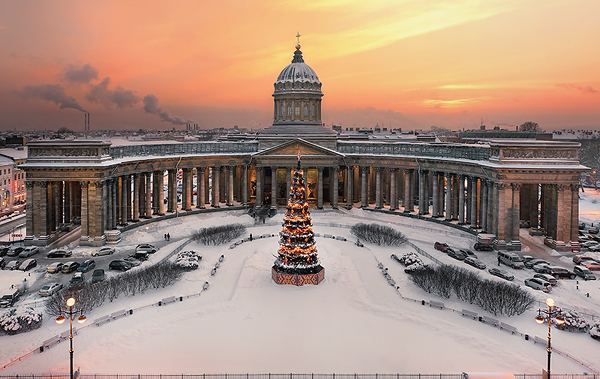
Ivan Smelov: Kazanská katedrála, Petrohrad